# Cupa României 1937-1938
Ediția 1937-1938 a fost a cincea ediție a Cupei României la fotbal. Rapid București și-a păstrat trofeul câștigat cu un an în urmă. A fost prima ediție când una dintre finaliste, (CAM Timișoara) a provenit dintr-un eșalon inferior Diviziei A. 

## Șaisprezecimi
| Data     | Echipa gazdă                   | Scor         | Echipa oaspete               |
| -------- | ------------------------------ | ------------ | ---------------------------- |
| 14.11.37 | Phoenix Baia Mare (Div.A)      | 4 - 0        | (Div.A) Dragoș Vodă Cernăuți |
| 14.11.37 | Unirea Tricolor (Div.A)        | 3 - 0        | (Div.A) Crișana Oradea       |
| 14.11.37 | AMEFA Arad (Div.A)             | 0 - 2        | (Div.A) Rapid București      |
| 14.11.37 | Chinezul (Div.A)               | 2 - 0        | (District) Adesgo București  |
| 14.11.37 | CAM Timișoara (Div.2)          | 6 - 1        | (Div.A) Dacia Unirea Brăila  |
| 14.11.37 | Juventus București (Div.A)     | 5 - 1        | (Div.A) Ripensia             |
| 14.11.37 | Tricolor-CFPV Ploiești (Div.2) | 1 - 4        | (Div.A) Venus București      |
| 14.11.37 | Victoria Constanța (Div.2)     | 4 - 1        | (Div.A) Olimpia Satu Mare    |
| 14.11.37 | Aquila CFR Sighișoara (Div.3)  | 2 - 6        | (Div.A) Victoria Cluj        |
| 14.11.37 | Franco-Româna⁠(d) (Div.2)       | 3 - 1        | (Div.A) Gloria Arad          |
| 14.11.37 | Gloria Bistrița (Div.3)        | 2 - 4        | (Div.A) Jiul Petroșani       |
| 14.11.37 | Victoria Carei (Div.2)         | 4 - 2        | (Div.A) Vulturii Lugoj       |
| 14.11.37 | Mociornița București (Div.3)   | 1 - 2        | (Div.A) CA Oradea            |
| 14.11.37 | Aurul Brad (Div.3)             | 2 - 1        | (Div.A) ACFR Brașov          |
| 14.11.37 | Telefon Club București (Div.2) | 2 - 1        | (Div.2) UD Reșița            |
| 14.11.37 | Universitatea Cluj (Div.A)     | 3 - 4 (d.p.) | (Div.A) Sportul Studențesc   |

## Optimi
| Data     | Echipa gazdă       | Scor         | Echipa oaspete         |
| -------- | ------------------ | ------------ | ---------------------- |
| 25.03.38 | Unirea Tricolor    | 7 - 0        | Victoria Carei         |
| 25.03.38 | Rapid București    | 3 - 0        | Telefon Club București |
| 25.03.38 | Chinezul           | 3 - 1        | Franco-Româna⁠(d)       |
| 25.03.38 | Venus București    | 3 - 1 (d.p.) | Juventus București     |
| 25.03.38 | CA Oradea          | 1 - 2        | Victoria Cluj          |
| 25.03.38 | Jiul Petroșani     | 6 - 0        | Aurul Brad             |
| 25.03.38 | Sportul Studențesc | 4 - 0        | Victoria Constanța     |
| 30.03.38 | CAM Timișoara      | 2 - 1        | Phoenix Baia Mare      |

## Sferturi
| Data     | Echipa gazdă    | Scor  | Echipa oaspete     |
| -------- | --------------- | ----- | ------------------ |
| 01.05.38 | Chinezul        | 3 - 5 | Rapid București    |
| 01.05.38 | CAM Timișoara   | 1 - 0 | Sportul Studențesc |
| 01.05.38 | Venus București | 5 - 1 | Unirea Tricolor    |
| 01.05.38 | Victoria Cluj   | 4 - 0 | Jiul Petroșani     |

## Semifinale
| Data     | Echipa gazdă    | Scor  | Echipa oaspete  |
| -------- | --------------- | ----- | --------------- |
| 15.05.38 | Rapid București | 4 - 2 | Venus București |
| 15.05.38 | CAM Timișoara   | 2 - 0 | Victoria Cluj   |

## Finala
| 19 iunie 1938 17:30 | Rapid București                        | 3 – 2 | CAM Timișoara         | Stadionul Giulești, București Spectatori: 7.000 Arbitru: Denis Xifando (București) |
| 19 iunie 1938 17:30 | Auer 9' Cuedan 39' Raffinski 80' (pen) |       | Reuter 70' Gerber 88' | Stadionul Giulești, București Spectatori: 7.000 Arbitru: Denis Xifando (București) |

| RAPID: |                    |
|        |                    |
| P      | Ioan Negru         |
| F      | Ștefan Wetzer      |
| F      | Nicolae Roșculeț   |
| M      | Vintilă Cossini    |
| M      | Gheorghe Rășinaru  |
| M      | Ladislau Raffinsky |
| A      | Ștefan Auer        |
| A      | Ioachim Moldoveanu |
| A      | Iosif Lengheriu    |
| A      | Ion Bogdan         |
| A      | Alexandru Cuedan   |

| CAMT: |                  |
|       |                  |
| P     | Nicolae Eichler  |
| F     | Ioan Gerber      |
| F     | Carol Galgocz    |
| M     | Coloman Farago   |
| M     | Emanuel Kohn     |
| M     | Iosif Janossy    |
| A     | Petru Bucher     |
| A     | Robert Toth-Bedö |
| A     | Nicolae Reuter   |
| A     | Mihai Zsizsik    |
| A     | Nicolae Perszem  |